# Eenvoudige machine

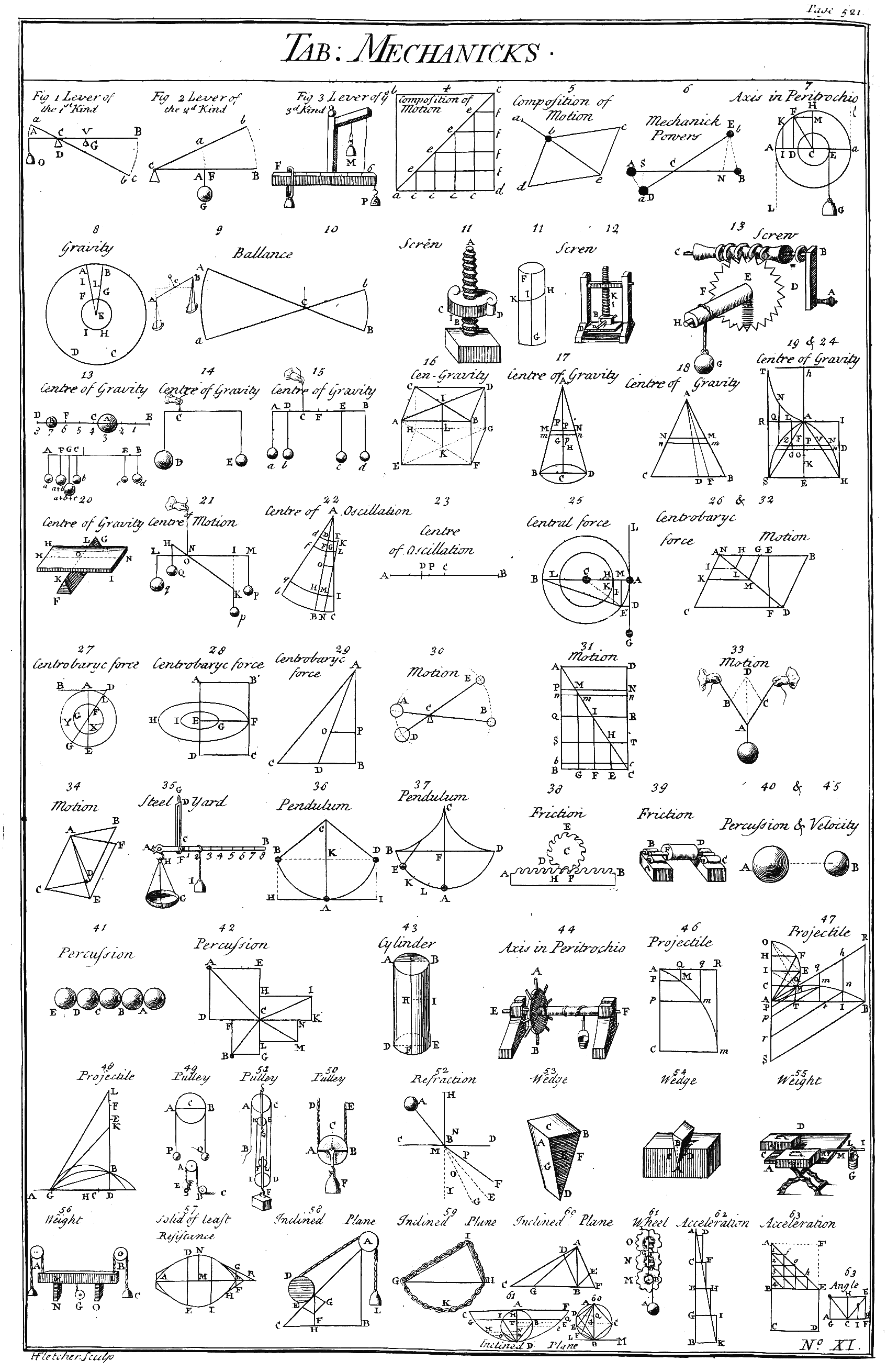
Tabel van eenvoudige mechanismen uit Chambers' Cyclopaedia (1728); eenvoudige machines zorgen voor een "vocabulaire" voor het begrijpen van meer complexe machines

Een eenvoudige machine in de fysica is een mechanisch apparaat, dat slechts de toepassing van een enkele kracht vereist om te werken.
Een werking vindt plaats wanneer een kracht wordt toegepast die resulteert in beweging over een bepaalde afstand. De arbeid die verricht wordt is het product van de kracht en de afstand. De hoeveelheid arbeid die vereist is om een bepaald doel te bereiken is constant, hoewel de kracht die vereist is om dit te doen gereduceerd kan worden als de verminderde kracht wordt toegepast over een langere afstand. De verhouding tussen de twee is het mechanisch voordeel.

## Geschiedenis
Het idee van een "eenvoudige machine" is afkomstig van de Griekse filosoof Archimedes, die in de 3e eeuw voor Christus een studie had gemaakt van de hefboom, katrol en schroef. Hij ontdekte het principe van het mechanische versterking van de hendel. Hellenistische Griekse wetenschappers definieerde de klassieke vijf eenvoudige machines (met uitzondering van het hellend vlak) en waren in staat om bij benadering hun mechanische voordeel te berekenen. De berekeningen voor de wig en schroef, die te kampen hebben met grote wrijvingsverliezen, waren echter niet erg nauwkeurig.
Heron van Alexandrië (ca. 10-75 na Chr.) benoemde in zijn Mechanica van de vijf mechanismen, die in staat waren om "een lading te bewegen"; de hefboom, ankerlier, katrol, wig, en schroef; en beschreef hun fabricage en gebruik. Het begrip van de Grieken beperkte zich echter tot de statica van eenvoudige machines; het evenwicht van krachten. Ze hielden echter geen rekening met dynamische effecten, de afweging tussen de kracht en afstand, of het concept van arbeid.
Tijdens de Renaissance begon men met de studie van de dynamiek van de "mechanische krachten", zoals de eenvoudige machines genoemd werden. Deze studie werd verricht vanuit de vraag naar de hoeveelheid nuttig werk dat kon worden verricht. Dit leidde uiteindelijk tot het nieuwe concept van arbeid. In 1586 had de Vlaamse ingenieur Simon Stevin het mechanische voordeel van het hellend vlak afgeleid, waarmee deze werd opgenomen bij de andere eenvoudige machines. De volledige dynamische theorie van eenvoudige machines werd uitgewerkt door de Italiaanse wetenschapper Galileo Galilei in 1600 in Le Meccaniche ("On Mechanics"). Hij was de eerste, die inzag dat eenvoudige machines geen energie creëren, maar alleen transformeren.
De klassieke regels van de glijdende wrijving in machines werden ontdekt door Leonardo da Vinci (1452-1519), maar bleef ongepubliceerd in zijn aantekeningen. Ze werden herontdekt door Guillaume Amontons in 1699, en werden verder ontwikkeld door Charles-Augustin de Coulomb rond 1785.

## Soorten eenvoudige machines

### Traditionele indeling
De traditionele lijst van eenvoudige machines is:
- Het hellend vlak (N)
- Het wiel en de as (O)
- De hefboom (T)
- De katrol (U)
- De wig (V [enkelvoudige wig]; X [dubbele wig])
- De schroef (Y)

(De letters zijn mnemonisch, omdat hun vormen overeenkomen met de vorm van de eenvoudige machines.)
De verhouding van de uitgaande kracht met de ingaande kracht is het mechanisch voordeel. Bijvoorbeeld, het mechanisch voordeel van een hefboom is gelijk aan de verhouding van zijn twee armen. Het mechanisch voordeel van een hellend vlak (met de werkende kracht parallel aan het vlak) is de cosecans van de hellingshoek.
Aantekening: Echte machines worden ook beïnvloed door factoren als wrijving en elasticiteit, dus het eigenlijke mechanische voordeel van een eenvoudige machine zal over het algemeen verschillen van zijn theoretische waarde.

### Twee algemene klassen
Deze eenvoudige machines vallen onder te verdelen in twee algemene klassen;
- degene die afhankelijk zijn van de vectorkracht (hellend vlak, wig, schroef) en
- diegene in welke er een mechanisch evenwicht of torsie is (hefboom, katrol, wiel).

Eenvoudige machines worden vaak gebruikt in combinaties als onderdelen van meer complexe machines.

### Variaties
Variaties op de lijst van eenvoudige machines:
- Sommigen zeggen dat er slechts vijf eenvoudige machines zijn, redenerende dat de wig een bewegend hellend vlak is.
- Anderen reduceren de lijst tot vier zeggende dat de schroef een spiraalvormig hellend vlak is. Deze stelling is minder geaccepteerd omdat een schroef gelijktijdig een draaiende kracht (torsie) overbrengt op een lineaire kracht.
- Sommigen gaan zelfs nog verder door vol te houden dat er slechts twee eenvoudige machines bestaan, de hefboom en het hellend vlak, omdat een katrol en een wiel en as gezien kunnen worden als unieke vormen van hefbomen.